# لیکورین
لیکورین (به انگلیسی: Lycorine) یک ترکیب شیمیایی با شناسه پاب‌کم ۷۲۳۷۸ است. 